# Каросас, Линас Тадас
Линас Тадас Каросас (лит. Linas Tadas Karosas; pод. 1964, Вильнюс, Литовская ССР) — литовский предприниматель. Он является основателем и владельцем (в страны Балтии), крупнейшей сети ресторанов «Čili Holdings». Цепь в настоящее время насчитывает более 100 ресторанов (Čili pica, Čili Kaimas, Čili Kinija, Tokio). По данным журнала «Вяйдас» в 2010 году состояние Каросаса оценивалось в 100 миллионов литов, что гарантировало ему 24-ю позицию среди сотни самых богатых людей в Литве.

## Деятельность
Каросас окончил Юридический факультет Вильнюсского университета и работал в течение 5-6 лет в прокуратуре. С 1993 занялся предпринимательством. Первые сделки — приватизация объектов в постсоветской Литве. С тех пор он участвовал в многочисленных коммерческих проектах: ЗАО Mineraliniai vandenys (импорт и продажa алкоголя и табака), ЗАО Gelvora (взыскание долгов), ЗАО Sarma (продажа парфюмерии и косметики), ЗАО Apranga (одежда), ЗАО Grand Casino (игральные салоны в Вильнюсе) и другие. Его последний проект — интернет-магазин Pigu.lt Архивная копия от 3 июня 2017 на Wayback Machine. Она создан благодаря сотрудничеству с Джеффом Безосом, основателем amazon.com.
Известно только об общественной деятельности предпринимателя, о личной жизни известны только слухи.